# 삿포로 시영 지하철
삿포로 시영 지하철(일본어: 札幌市営地下鉄 삿포로시에이치카테쓰[*])는 삿포로 시 교통국에서 운영하는 지하철이다. 시의 조례 및 규칙을 통해 '고속 철도' 겸 '고속 전철'을 표방하고 있다. 시내에서 3개 노선이 확장되었으며 전 노선이 타이어를 이용한 안내 궤도식 전철(고무차륜 지하철)이다.
'삿포로 시 교통 사업의 설치 등에 관한 조례'를 근거로 궤도 사업(삿포로 시영 전차)과 함께 설치되는 시영 교통으로 지방공영기업인 시영교통사업은 해당 관리자(교통국장)이 업무를 집행하고 그 권한 아래 사무를 처리하기 위해 교통국이 설치되어 있다.

## 노선

삿포로 시영 지하철 노선도 (영어)

- ● 난보쿠 선
- ● 도자이 선
- ● 도호 선

## 차량
- 난보쿠 선
  - 5000형
- 도자이 선
  - 8000형
- 도호 선
  - 7000형
  - 9000형

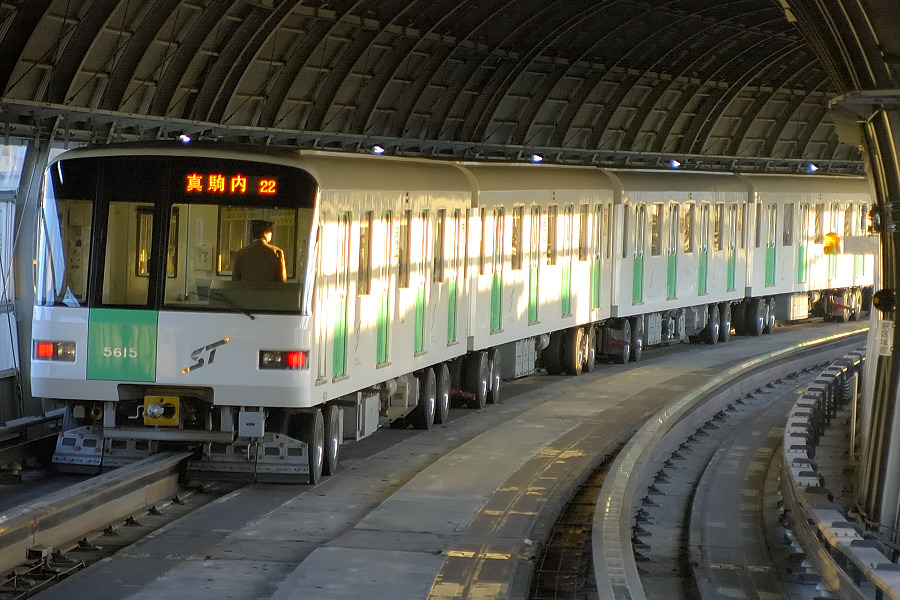
난보쿠 선 5000형
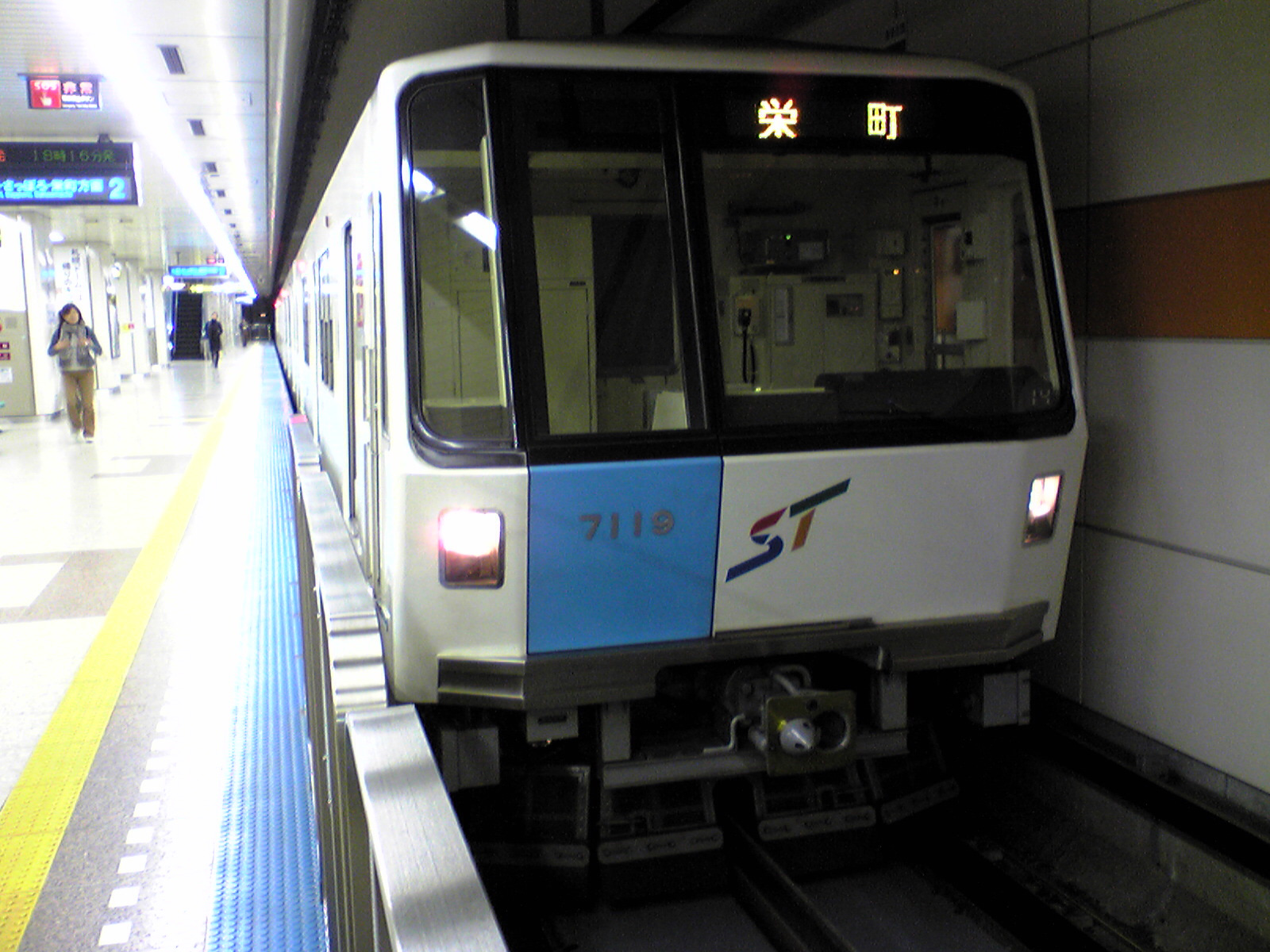
도호 선 7000형
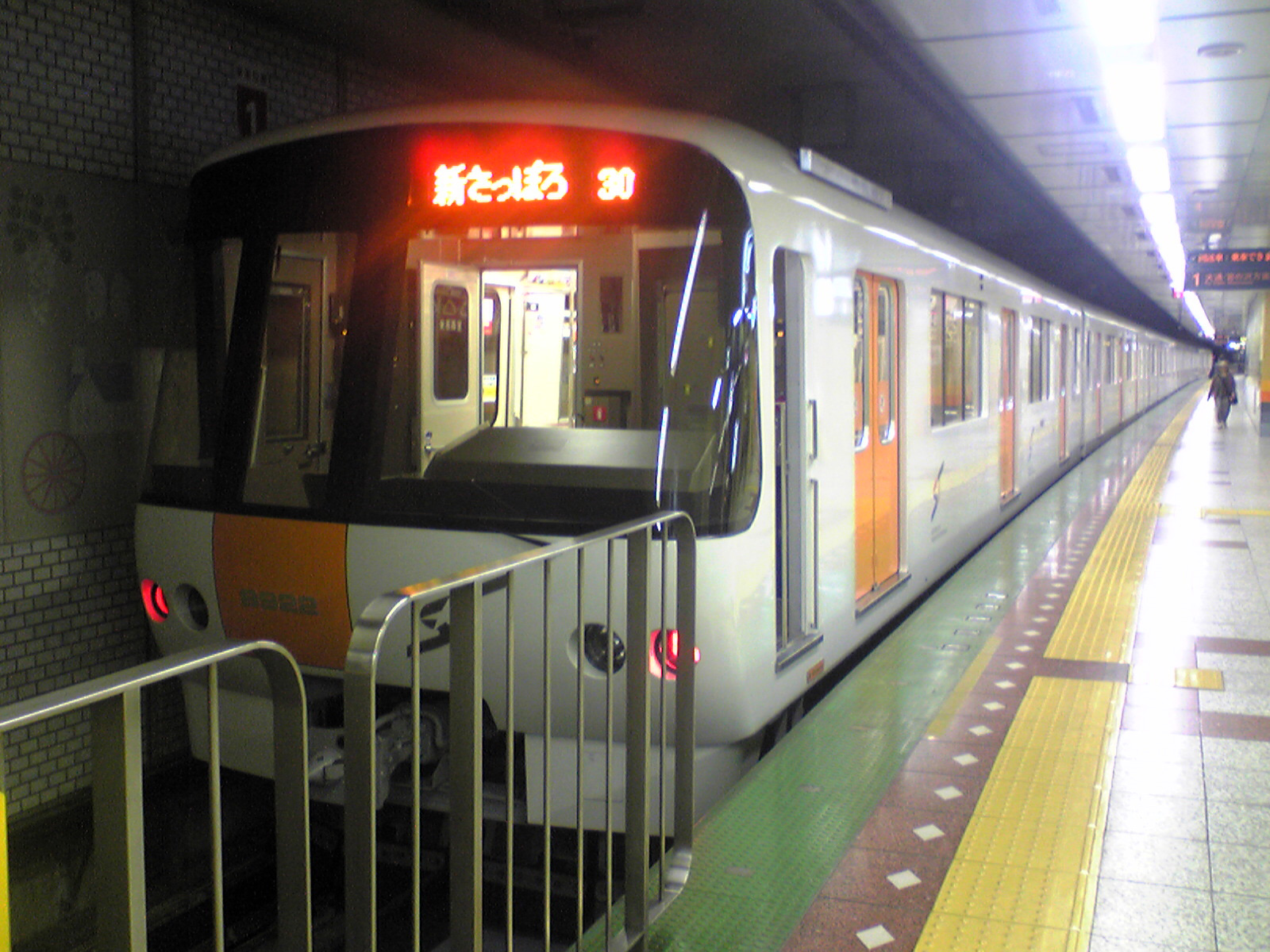
도자이 선 8000형(2007년 10월 10일 신삿포로역)
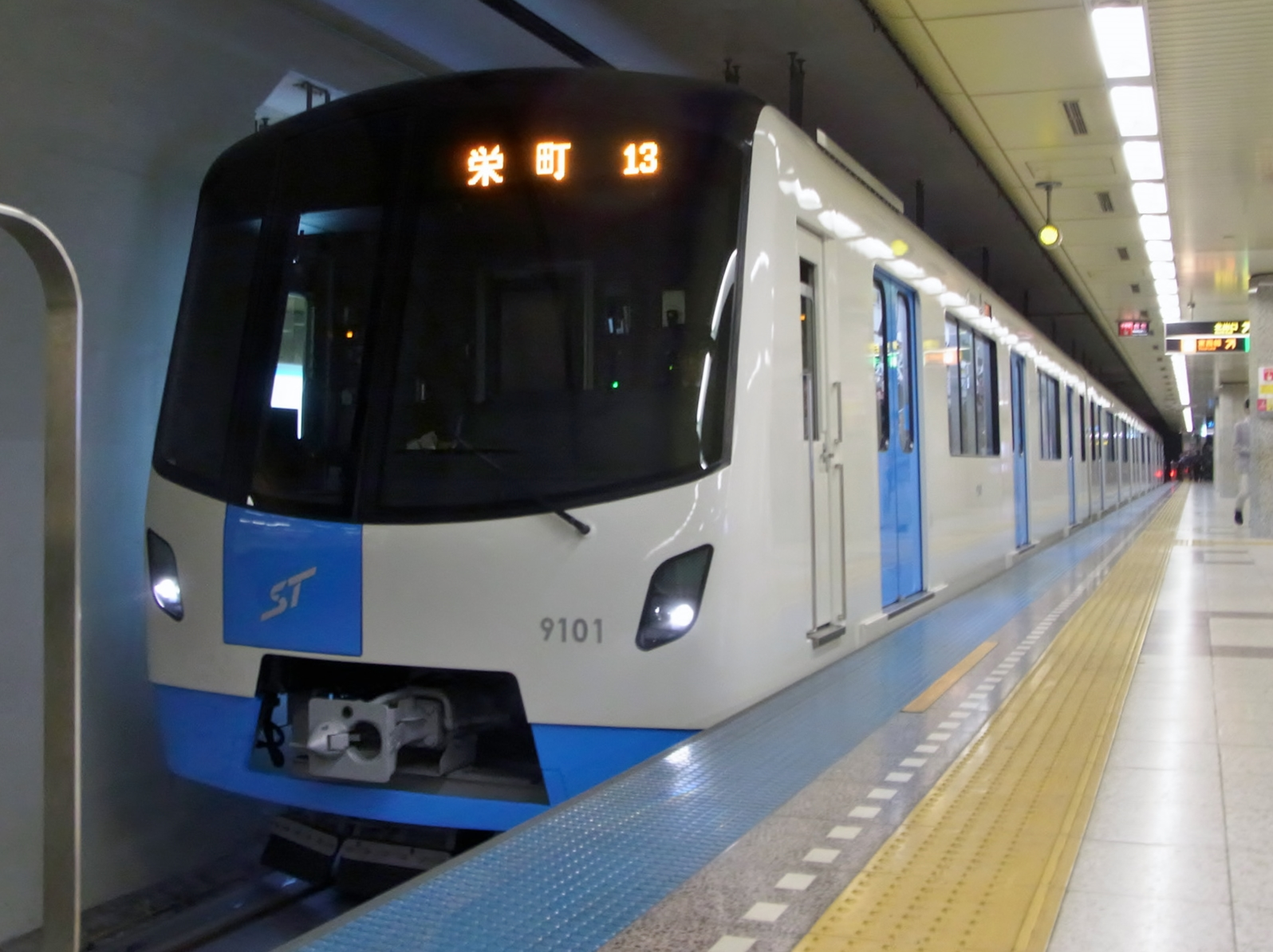
도호 선 9000형